# Mostnica
Mostnica je gorski potok v Bohinju, ki izvira v zatrepu alpske doline Voje v Triglavskem narodnem parku. Napaja se z vodo, ki priteka iz pokljuške planine Uskovnica, južnega pobočja Tosca (2275 m) in planin nad Staro Fužino. 
Približno sto metrov za izvirom, na koncu doline Voje, padajo preko apnenčaste stene trije Mostniški slapovi. Srednji, imenovan Slap Voje ali Slap Mostnice (773 mnm) je visok okrog 20 m in pada v tolmun, iz katerega voda odteka v manjšem, 5 m visokem slapu, imenovanem Konjski rep. Prvi slap je tudi visok 5 m in se nahaja tik nad srednjim; vsi so s svojim padcem izoblikovali globoke tolmune. Nad slapovi Mostnice je še nekaj manjših skočnikov in drsni slap v višini 15 m, ki teče po mahovnatem terenu.
Mostnica ima tri stalne pritoke, na levem potok Kropa, na desnem bregu pa potoka Suha in Snedčica; vsi imajo tudi slap. Mostnici se v vasi Stara Fužina pridruži potok Ribnica, po kilometru skupnega toka se v Ribčevem Lazu izlivata v Savo Bohinjko.
Spodnji del potoka, od jezu v Stari Fužini do izliva Ribnice v Savo Bohinjko, predstavlja 3. ribolovni revir Ribiške družine Bohinj. V njej je moč loviti salmonide: potočno postrv, šarenko in lipana.

## Korita Mostnice
Mostnica teče po ledeniški dolini Voje, v katero je Mostniški ledenik vrezal več teras, zadostna višinska razlika, ki jo potok premaguje, pa je omogočila razmeroma hiter nastanek globoke in ozke, približno 2 km dolge soteske, imenovane Korita Mostnice. Soteska je globoka do 20 m, na najožjih mestih pa je široka le en meter. Poteka od Hudičevega mostu do okolice Planinske koče na Vojah, čez njo pa so speljani še Češenjski in Kekčev most.

## Galerija
- Slap Mostnica
- Izvir Krope v Vojah